# Ludwik Wertenstein
Ludwik Wertenstein (ur. 16 kwietnia 1887 w Warszawie, zm. 18 stycznia 1945 w Budapeszcie) – polski fizyk, uczeń i asystent Marii Skłodowskiej-Curie, kierownik Pracowni Radiologicznej TNW, uznawanej za zalążek Instytutu Badań Jądrowych, współzałożyciel Polskiego Towarzystwa Fizycznego; odkrywca zjawiska niesprężystych zderzeń neutronów i badacz próżni.

## Życiorys

### Dzieciństwo i młodość
Urodził się 16 kwietnia 1887 roku w Warszawie, w zasymilowanej żydowskiej rodzinie Jakuba, lekarza , i Stefanii z Landów. Był bratem Marii Werten-Wertenstein (ur. 1895), artystki malarki. Po ukończeniu szkoły średniej (II Gimnazjum w Warszawie, 1897–1904) rozpoczął studia na Wydziale Matematycznym Carskiego Uniwersytetu Warszawskiego. W 1905 r. został wyrzucony z uczelni za udział w demonstracji patriotycznej . W tym samym roku wyjechał do Francji, gdzie studiował jako wolny słuchacz na Faculté des Sciences, w 1908 uzyskał licencjat na Sorbonie i został asystentem Marii Skłodowskiej-Curie. W jej laboratorium zajmował się odrzutem atomu promieniotwórczego pod wpływem emisji z niego cząstki alfa.

### Kariera naukowa
Po doktoracie w 1913 roku został delegowany przez Marię Skłodowską-Curie – wraz z drugim spośród jej najzdolniejszych asystentów-Polaków, Janem Kazimierzem Danyszem – do Warszawy, gdzie wspólnie tworzyli Pracownię Radiologiczną Towarzystwa Naukowego Warszawskiego im. Mirosława Kernbauma przy ul. Śniadeckich 8 . Jej kierownictwo zgodziła się objąć Maria Skłodowska-Curie, równocześnie polecając J.K. Danysza na swojego zastępcę w Warszawie i Ludwika Wertensteina na asystenta. Po śmierci Danysza na froncie w sierpniu 1914 roku Wertenstein przejął jego zadania i kierował Pracownią do początku II wojny światowej.
Od 1915 roku był też wykładowcą Wolnej Wszechnicy Polskiej; kierował w niej katedrą i Zakładem Fizyki Atomów. Dyplomy magisterskie uczelni nie były uznawane przez polski rząd, ale w odróżnieniu od innych szkół uczelnia nie miała ograniczeń dotyczących przyjmowania studentów Żydów . Ze względu na żydowskie pochodzenie Wertenstein napotykał na przeszkody ze strony rządu, odmawiano mu m.in. finansowania badań . Wraz z kilkoma współpracownikami prowadził w trudnych warunkach pionierskie prace w dziedzinie fizyki i chemii jądrowej w Polsce.
Pod jego kierunkiem Marian Danysz i Michał Żyw w 1934 roku dokonali odkrycia nowych promieniotwórczych izotopów: radioﬂuoru i radioskandu. W 1934 roku we współpracy z Danyszem, Rotblatem i Żywem odkrył nieelastyczne (niesprężyste) zderzenia neutronów. W 1938 roku wspólnie z Andrzejem Sołtanem zbadał izomerię jądra bromu 80. Tuż po wybuchu II wojny światowej zakończył pisanie artykułu o gazowych produktach rozszczepienia uranu, artykuł ukazał się w czasopiśmie „Nature”.
Utrzymywał kontakty naukowe nie tylko z paryskim ośrodkiem Marii Skłodowskiej-Curie, lecz również z zespołem Ernesta Rutherforda w Cambridge, gdzie przebywał w latach 1925–1927. Nawiązał współpracę z Jamesem Chadwickiem, Johnem Cockroftem i innymi najwybitniejszymi wówczas naukowcami. Dzięki tym kontaktom i umiejętności skupiania wokół siebie utalentowanych, ambitnych współpracowników stworzył pierwszą w Polsce szkołę fizyki jądrowej. Był też jednym z założycieli Polskiego Towarzystwa Fizycznego (1921). Prowadził aktywną popularyzację wiedzy, a zwłaszcza fizyki jądrowej. Publikował felietony popularyzujące fizykę w dzienniku „Kurier Poranny”; zbiór tekstów ukazał się potem jako książka pod tytułem Pochwała fizyki. Opublikował setki artykułów i wiele książek. Miał umiejętność przedstawiania osiągnięć nauki przystępnie, piękną polszczyzną; jego przemówienia „były okrasą zjazdów fizyków polskich”.

### Okres II wojny światowej
Po wybuchu II wojny światowej Wertenstein postanowił ukryć promieniotwórczy preparat radowy z Pracowni Radiologicznej Towarzystwa Naukowego Warszawskiego, aby nie mógł on posłużyć nazistom do prac nad bombą atomową. Najpierw przechowywał go w swoim domu w Turczynku (Milanówek) przy ul. Brwinowskiej. Potem o pomoc poprosił prof. Wacława Wernera, który w 1941 roku preparat ukrył w piwnicy swojego domu w Brwinowie przy ul. Słonecznej 3. W kwietniu 1947 roku Wacław Werner zwrócił preparat Towarzystwu , a w 1999 roku na ścianie domu odsłonięto tablicę upamiętniającą ukrycie radu w czasie okupacji hitlerowskiej.
Z uwagi na żydowskie pochodzenie Wertenstein musiał się ukrywać . Zakończone niepowodzeniem próby umożliwienia wyjazdu Wertensteina z okupowanej Polski podejmowali m.in. Niels Bohr i James Chadwick . Udało mu się przetrwać w podziemiu do 1944 roku dzięki pomocy fizyków: Wacława Wernera, Mariana Mięsowicza, Jana Weyssenhoffa . W 1944 roku z pomocą Mariana Mięsowicza przedostał się na Węgry . W Budapeszcie składał bez powodzenia wnioski o wizy do ambasad Szwecji i Szwajcarii.
Zginął 18 stycznia 1945 w czasie oblężenia Budapesztu, niosąc chleb dla rannego i przechodząc przez most Elżbiety, trzy i pół tygodnia przed wyzwoleniem miasta . Przyczyna śmierci nie jest jasna, świadkowie nie są zgodni, czy zginął od odłamka, czy od miny . Dwa dni przed śmiercią ukończył swój ostatni artykuł na temat promieniowania kosmicznego .
Materiały archiwalne Ludwika Wertensteina znajdują się w PAN Archiwum w Warszawie pod sygnaturą III-25.

## Życie prywatne
Był żonaty z Matyldą, córką Jerzego Meyera, miał z nią dwoje dzieci: Wandę i Piotra. Krytyk i teoretyk teatru Jan Kott był jego siostrzeńcem, synem jego siostry Kazimiery .